# Young Maylay
Christopher "Chris" Bellard (født 17. juni 1979), også kendt som Young Maylay, er en amerikansk rapper, og skuespiller fra Los Angeles, Californien. Han er mest kendt for at lægge stemme til Carl "CJ" Johnson i computerspillet Grand Theft Auto: San Andreas (2004).